# Tindra Gramer
Tindra Gramer, född 17 juli 2000 i Stockholm, är en svensk idrottskvinna inom drakbåtspaddling. Tindra bor i Stockholm och har tillhört och tävlat för både Kajakklubben Eskimå i Karlskrona samt Örnsbergs kanotsällskap i Stockholm och gjorde premiär i landslagssammanhang på drakbåts-EM 2015 i Auronzo di Cadore, Italien, där hon vann guld, silver och brons. Senare den sommaren deltog hon även i drakbåts-VM i Welland, Kanada, där hon vann ytterligare en silvermedalj.